# すうじのうた
「すうじのうた」は、日本の童謡。夢虹二作詞、小谷肇作曲。歌詞は10番まであり、1から10までの数字を題としている。
曲名は「すうじの歌」とも表記される。

## 概要
1957年、当時キングレコードの専属作詞家であった夢虹二が部屋からふと窓の外を眺めた際、工場がまるで数字の「10」のように見えたことから着想を得て作詞し、同じくキングレコード専属の小谷肇が作曲した。レコードは当時3歳の高松理美子（高松りみ子）が歌った。曲は末尾に余分な拍が置かれ、詞にタヌキが登場する6番であれば「ぽんぽん」あるいは「ぽんぽこぽん」といったように、歌い手が詞に合わせた擬音を好みで挿入して歌えるよう工夫されている。こうして制作された『すうじのうた』は遊びながら数字が覚えられる歌として評判を呼び、数々の模倣作を生んだ。後に小学校の教科書にも採用されたほか、詞を翻訳して日本国外でも歌われるようになっている。